# Henri Gisbert Geene
Henri Gisbert Geene (* 19. Juli 1865 in Roermond, Niederlande; † 29. Mai 1950 in Luzern) war ein Schweizer Bildhauer. 

## Leben und Werk

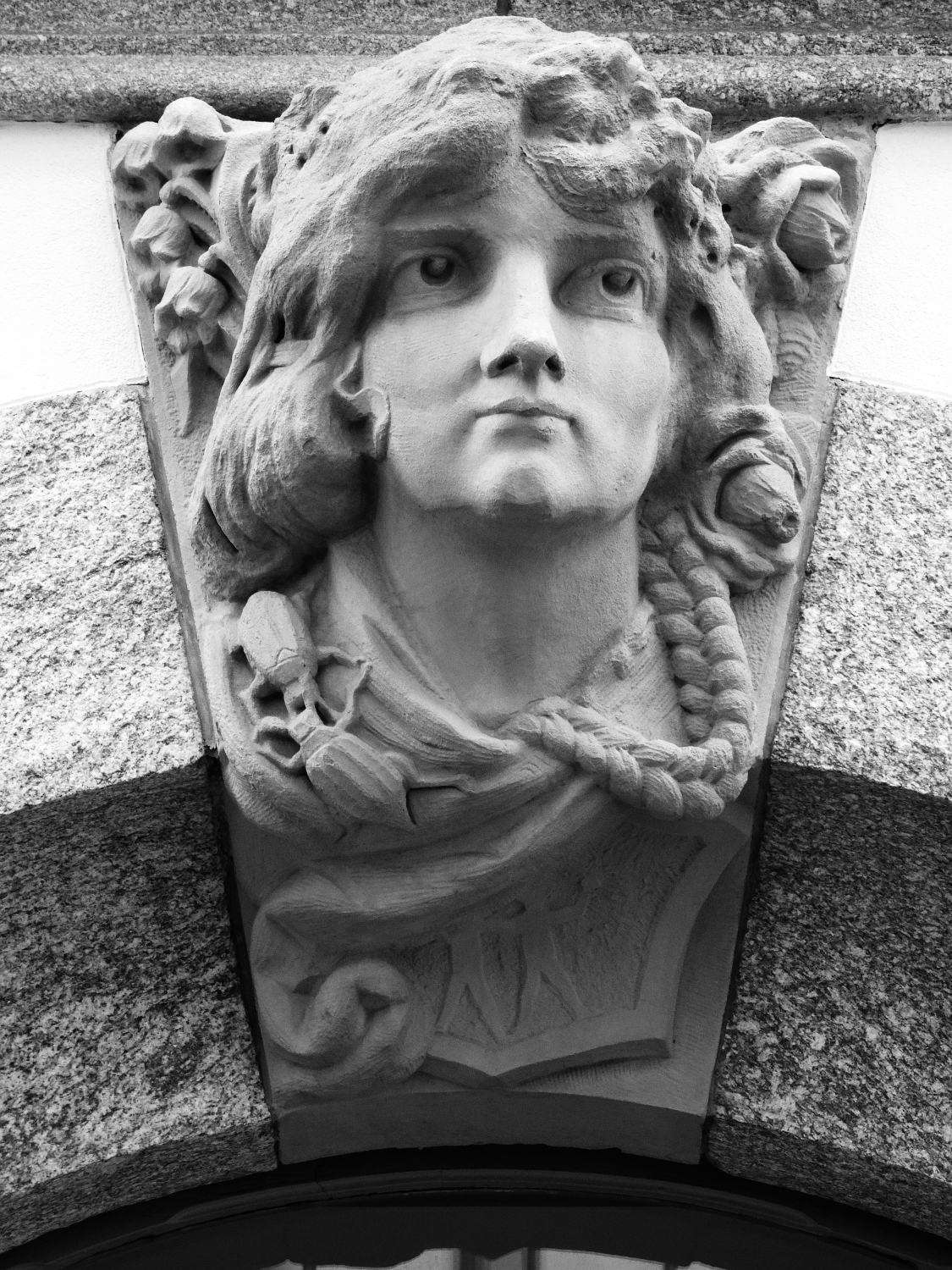
Zwilling. Sandsteinköpfe (1909). Bankgasse 9, St. Gallen

Henri Gisbert Geene war ein Sohn des Peter Johann Hubert Sebaldus Geene und der Anna Elisabeth, geborene Engele. Er studierte an der Kunstakademie Düsseldorf und war während mehreren Jahren Mitarbeiter von Anton Josef Reiss. 
Geenes künstlerisches Vorbild war August Bösch, mit dem er auch zusammenarbeitete.
Ab 1896 lebte er in der Schweiz und zog 1901 nach St. Gallen, wo er 1906 das Bürgerrecht erhielt. Der Hauptgrund dafür, dass Geene 20 Jahre in St. Gallen lebte und arbeitete, war wohl die enge geschäftliche Beziehung zum Architekten August Hardegger. In St. Gallen schuf Geene zahlreiche Fassadenreliefs und Porträtreliefs, u. a. für den Botaniker Friedrich Bernhard Wartmann. 1909 schuf er für das Haus an der Bankgasse 9 in St. Gallen zwölf Sandstein-Porträts, die je einem Monat zugeordnet sind.  
Wegen eines Herzleidens übersiedelte Geene 1916 nach Weggis. Dort schuf er mehrere Bildnisbüsten in Bronze, Grabdenkmäler sowie einen Gedenkstein für Mark Twain, der 1897 mit seiner Familie Weggis besucht hatte.
Henri Gisbert Geene starb am 29. Mai 1950 im Alter von 84 Jahren in Luzern.

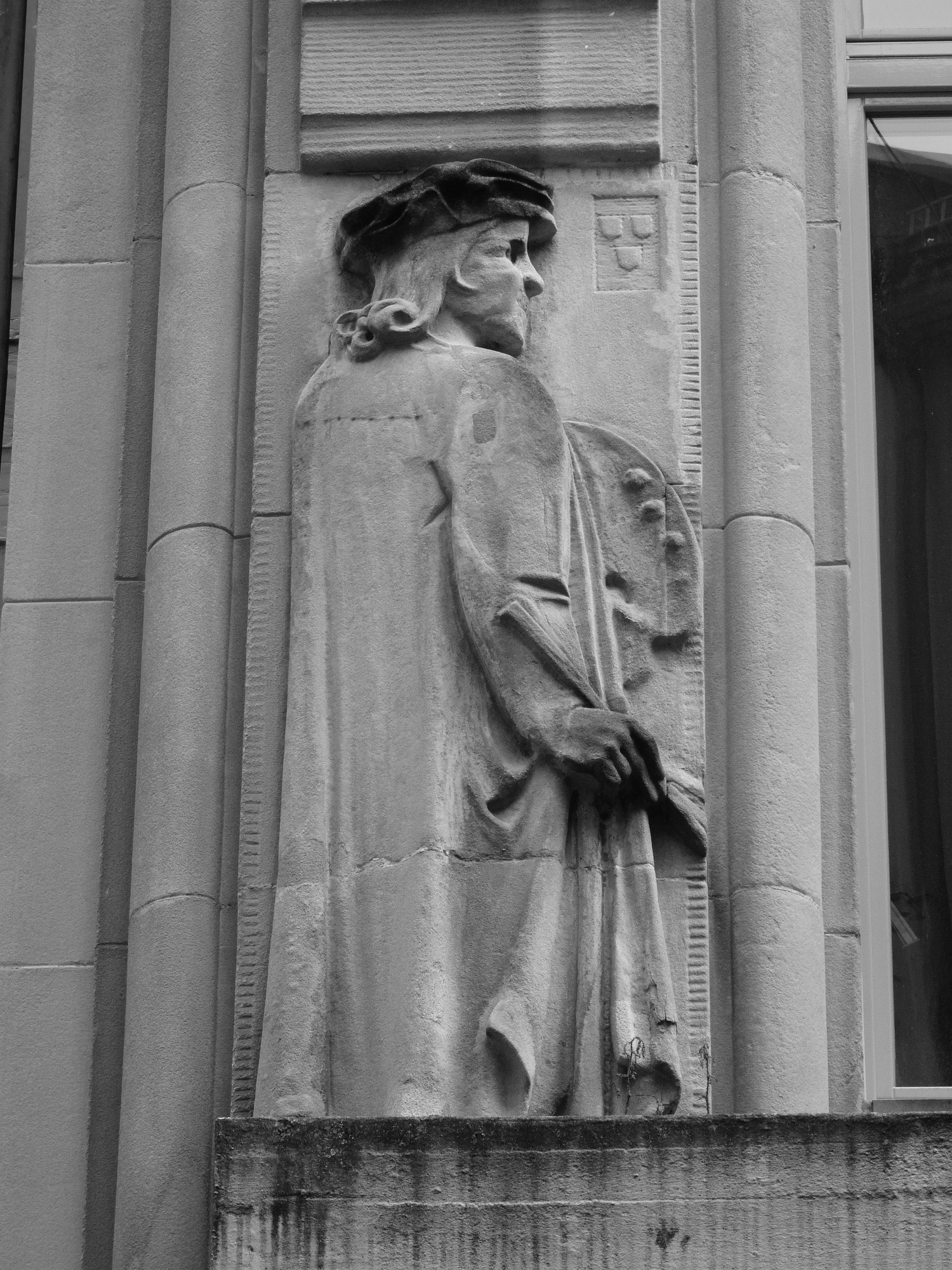
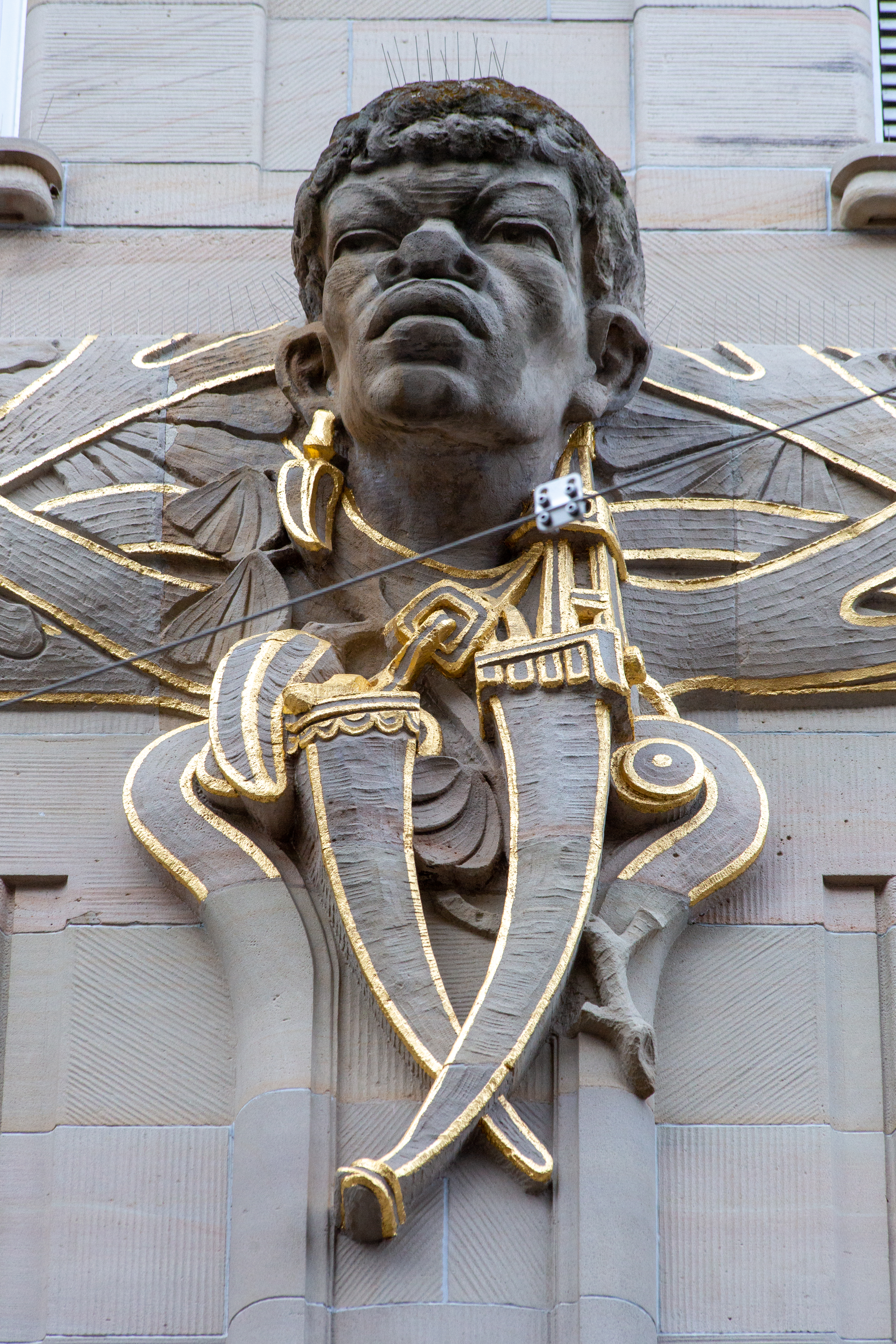